# Transferleistung
Transferleistungen sind staatliche Leistungen an natürliche Personen und Unternehmen, ohne dass eine Gegenleistung durch die begünstigten Transferempfänger erfolgt. Transferleistungen sind ein Instrument des Sozialstaates zur Vermögensumverteilung. Aus der Perspektive des zahlenden Staates spricht man von Transferleistungen, aus der Sicht des Empfängers von Transfereinkommen.
Klassische Transferleistungen sind Sozialleistungen, denen keine vorherige Zahlung von Beiträgen vorangeht, in Deutschland beispielsweise Bürgergeld (vorher: Arbeitslosengeld II), Kindergeld, Elterngeld, Kurzarbeitergeld, staatliche Rentenzuschüsse für ehemalige Geringverdiener und die staatliche Förderung von Auffanggesellschaften.
Auch die Transferzahlungen innerstaatlicher Systeme des Finanzausgleichs werden als Transferleistungen betrachtet, weil sie ohne Gegenleistung erfolgen und letztlich natürlichen Personen und Unternehmen zugutekommen.
Versicherungsleistungen sind dagegen grundsätzlich keine Transferleistungen, weil sie bei Vertragsfreiheit auf äquivalenten Gegenleistungen basieren. Pflichtversicherungen wie Renten und Pensionen sind andererseits aber auch Instrumente der staatlichen Umverteilung und sind durch verpflichtende einkommensabhängige Abgaben steuerähnlich finanziert. Sie werden somit von einigen Ökonomen ebenfalls den Transferleistungen zugerechnet.
An Unternehmen gezahlte Subventionen erfüllen ebenfalls die obige Definition und werden somit volkswirtschaftlich teilweise ebenfalls zu den Transferleistungen gerechnet.
In der Makroökonomie und insbesondere in Konjunkturmodellen werden im Unterschied dazu sogenannte Transfers (oder Transferzahlungen) betrachtet. Dies sind Nettozahlungen ohne Gegenleistung zwischen den Sektoren der Volkswirtschaft. Im Sinne der Makroökonomie sind auch Steuerzahlungen des privaten Sektors an den Staat Transfers, die im Rahmen der betrachteten Modelle mit den gegenleistungsfreien Zahlungen des Staates an Bürger und Unternehmen zu verrechnen sind.

## Arten
Neben Geldzahlungen (monetäre Transfers wie Arbeitslosengeld, Arbeitslosenhilfe) sind auch Güterleistungen, sogenannte Realtransfers, (Vergabe von Sozialwohnungen, Bildungsangebote, Warengutscheinen) möglich.
Direkte Transferleistungen sind alle Leistungen, die die ökonomische Situation des Transferempfängers unmittelbar verbessern (wie Kindergeld). Indirekte Transfers bestehen insbesondere in der Minderung der Steuerlast, wenn der Staat auf Steuereinnahmen verzichtet (wie bei der Abzugsfähigkeit von Spenden).

## Instrument der Umverteilung
Zunächst erfolgt eine primäre Einkommensverteilung durch die Teilnahme der Wirtschaftssektoren am Wirtschaftsleben mit dem Ziel der Einkommenserzielung (Lohn/Gehalt, Zinseinnahmen, Miet-/Pachteinnahmen, Gewinn). Dies schafft jedoch soziale Ungerechtigkeiten, die durch eine sekundäre Einkommensverteilung ausgeglichen werden sollen. Eine sekundäre Einkommensverteilung findet durch Transferleistungen statt. Ob und inwieweit ein Staat Interesse an einer Umverteilungspolitik hat, gibt Aufschluss über die herrschende Wirtschaftsordnung. Ein Staat mit geringer oder ohne jegliche Umverteilung ist kapitalistisch orientiert, während Sozialstaaten einen hohen Anteil an sekundärer Einkommensverteilung aufweisen. Statistisch ergeben das Volkseinkommen und die Transferleistungen zusammen das private Einkommen. Sind die Transfereinkommen gleich Null, entspricht das private Einkommen dem Volkseinkommen.
Transferleistungen erfolgen nicht nur idealerweise „von reich nach arm“ und werden auch nicht immer nach Bedürftigkeit verteilt. So können Kindergeld, Elterngeld oder Eigenheimzulage auch einkommens- und vermögensstarke Bürger in Anspruch nehmen, was auch von den „ärmeren“ Bürgern mitfinanziert wird. Die einkommensstarken Bürger sind nicht bedürftig, erhalten dennoch ohne echte Umverteilung staatliche Transferleistungen.

## Sozialleistungen
Die Idee der Transferleistung basiert auf dem Gedanken der Solidarität, wonach Bedürftige von wirtschaftlich Stärkeren unterstützt werden sollen. Bei Transferleistungen ist das jedoch nicht immer der Fall. Neben Geldzahlungen (monetäre Transfers) kann die staatliche Leistung aus einer Steuersubvention herrühren, auch Güterleistungen sind als sogenannte Realtransfers (Vergabe von Sozialwohnungen) möglich.
Eine ökonomische Gegenleistung des Transferempfängers (etwa durch Arbeit bei der Arbeitslosenhilfe) erfolgt allenfalls später, indirekt oder gar nicht. Bei Kindergeld oder BAföG gibt es zwar Gegenleistungen, diese sind jedoch nicht direkt ökonomisch relevant (Kindererziehung und Studium). Nur der Anteil des Kindergeldes, welches nicht zur steuerlichen Freistellung des Kinderfreibetrags benötigt wird, ist eine direkte Transferleistung. Kinderfreibeträge wiederum gehören nicht zu den indirekten Transfers. Da Kinderfreibeträge gesetzlich vorgegeben sind, stellt deren Nicht-Belastung mit Steuern keinen staatlichen Verzicht dar.
Transferleistungen führen in den staatlichen Haushalten zu Mehrausgaben oder Mindereinnahmen, belasten also die Haushalte und können Haushaltsdefizite herbeiführen oder vergrößern. Haushaltstechnisch führen Transferleistungen zu unproduktiven Ausgaben, denen (zunächst oder dauerhaft) keine unmittelbaren Einnahmen gegenüberstehen oder sogar zu Mindereinnahmen (bei Steuersubventionen), die (zunächst oder dauerhaft) keine anderen Einnahmen generieren.
Zu den staatlichen Transferleistungen in Deutschland zählen unter anderem Arbeitslosengeld II (umgangssprachlich Hartz IV), Sozialhilfe, Ausbildungshilfen (umgangssprachlich BAföG), Elterngeld, Kindergeld, Wohngeld und früher die Eigenheimzulage.
Die (staatlichen) Versicherungen wie Arbeitslosen-, Renten-, Kranken- und Pflegeversicherung sind keine Transferleistungen, da hier in der Regel finanzielle Gegenleistungen in Form von Versicherungsprämien erbracht werden müssen. Dennoch gibt es auch innerhalb der Versicherungen einzelne Elemente der Umverteilung. So erhält in der gesetzlichen Krankenversicherung jeder Versicherte dieselbe Gesundheitsleistung unabhängig von der Höhe seiner Einzahlung, dies entspricht einer Transferleistung zu Gunsten von Personen mit kleinen Einkommen. Auch werden Personen ohne eigenes Einkommen beitragslos mitversichert (z. B. Familienversicherung). Die Krankenversicherungsbeiträge für Empfänger von Arbeitslosengeld II übernimmt die Agentur für Arbeit. Anders sieht dies in der Arbeitslosen- und gesetzlichen Rentenversicherung aus, wo die Beiträge ebenso wie die ausgezahlten Leistungen proportional zum Einkommen (unterhalb der Beitragsbemessungsgrenze) liegen.

## Andere Transfers

### Nichtstaatliche Transferleistungen
Es gibt eine Reihe von Transferleistungen, die nicht staatlich zentral organisiert sind. Dazu gehören beispielsweise ermäßigte Beförderungskosten in öffentlichen Verkehrsmitteln oder ermäßigte Eintrittspreise in Museen, Schwimmbädern oder bei kulturellen Veranstaltungen. Sachspenden (z. B. bei der Tafel, Kleiderspenden) sind nichtstaatliche Realtransfers. Dazu kommen privat geleistete Transferzahlungen aufgrund gesetzlicher Vorschriften wie die Entgeltfortzahlung im Krankheitsfall oder der Bildungsurlaub.

### Internationale Transferleistungen
Internationale Transferleistungen sind etwa Reparationen, Wiedergutmachung, Außenhilfen, kostenlose Warenlieferungen oder Militärhilfe. In der Europäischen Union wird durch Transferleistungen versucht, das Wirtschaftsgefälle zwischen schwächeren Staaten, Regionen und Wirtschaftszweigen stärker zu nivellieren, so dass diese in die Lage versetzt werden, am Wettbewerb teilzunehmen. Auch die Weltbank, der Internationale Währungsfonds und die Vereinten Nationen verteilen aus den Beiträgen der Nettozahler Transferleistungen. Die Zahlungen von IWF oder Weltbank bei einer Rettungsaktion von armen oder hochverschuldeten Entwicklungsländern (siehe Schuldenerlass) sind nur dann Transferleistungen, soweit es sich nicht um Kredite handelt. Der Schuldenerlass stellt sich aus Sicht des Gläubigerstaates oder des nichtstaatlichen Anleihegläubigers als nachträgliche, unfreiwillige Transferleistung heraus.

## Kennzahlen

### Sozialleistungsquote
Eine Kennzahl zur Messung eines Teilbereichs staatlicher Transferleistungen ist die Sozialleistungsquote. Sie wird ermittelt, indem die Transferleistungen (Sozialleistungen) dem Bruttoinlandsprodukt (BIP) gegenübergestellt werden.
{\displaystyle {\text{Sozialleistungsquote}}={\frac {\text{Sozialleistungen }}{\text{Bruttoinlandsprodukt}}}}
Eine niedrige Sozialleistungsquote weisen Staaten mit einem niedrigen Niveau bedürftiger Bürger auf, bei einer hohen Quote muss der Staat mit einer massiven Umverteilungspolitik Fehlentwicklungen entgegensteuern. Allerdings kann eine niedrige Quote auch bedeuten, dass ein Staat trotz Bedürftigkeit von Teilen der Bevölkerung nicht für eine entsprechende Umverteilung sorgt und umgekehrt.

### Transferquote
Die Transferquote ist eine Kennzahl, die die Belastungen einer Kommune aus Transferzahlungen ausweist.
{\displaystyle {\text{Transferquote}}={\frac {{\text{Transferaufwand}}\times 100}{\text{ordentliche Aufwendungen}}}}
An der Transferquote lässt sich ablesen, wie hoch der Anteil „unproduktiver“ Ausgaben einer Gemeinde an den Gesamtausgaben ist. Im Regelfall sind mit öffentlichen Ausgaben auch positive wirtschaftliche Effekte verbunden. Kommunale Investitionsausgaben (etwa für Messehallen) führen beispielsweise später zu Einnahmen (durch Aussteller und Messebesucher). Transferausgaben indes bewirken nur geringe oder gar keine positiven wirtschaftlichen Effekte.

### Transferentzugsrate
Transferentzugsrate ist die Rate, mit denen Transferleistungen gekürzt werden, wenn das Einkommen steigt.

## Wirkung und Kritik
Transferleistungen werden aus verschiedenen Gründen kritisiert. Dazu gehört die Annahme, dass Transferleistungen die Leistungsbereitschaft des Transferempfängers senken und zu einer Mitnahmementalität verleiten können. Je geringer der Einkommensabstand zwischen dem Arbeitseinkommen und den sozialen Transferleistungen ist, desto niedriger ist die Bereitschaft, sich auf dem ersten Arbeitsmarkt eine Tätigkeit zu suchen. Zudem sind viele Transferleistungen nicht ausreichend an Bedürftigkeit gebunden, so dass zu weite Teile der Bevölkerung zu Leistungsempfängern werden können.

## Finanzausgleich
Auch Zahlungen von Staaten oder supranationaler Organisationen zum Ausgleich unterschiedlicher Finanzkraft (Finanzausgleich) zwischen Staaten und deren Untergliederungen (wie an Bundesstaaten, Kantone, Länder, Provinzen oder Regionen) sind eine Transferleistung oder Transferzahlung, weil diese Untergliederungen keine Gegenleistung erbringen müssen.